# Cristian Cásseres Jr.
Cristian Sleiker Cásseres Yépes (Caracas, 20 de janeiro de 2000), também conhecido por Cristian Cásseres Jr., é um futebolista venezuelano que atua como meio-campista. Atualmente defende o 
Toulouse e a Seleção Venezuelana.

## Carreira
Foi formado nas categorias de base do Atlético Venezuela, onde jogou como atacante antes de se mudar para o Deportivo La Guaira, quando passou a atuar como meio-campista. Pelo time Sub-20 do La Guaira, marcou os 4 gols que deram a vitória justamente sobre o Atlético Venezuela, em setembro de 2016. Em outubro, fez sua estreia como profissional no empate por 3 a 3 com a mesma equipe, tendo atuado por 33 minutos. Aos 17 anos, virou titular dos Naranjas para a temporada seguinte, marcando seu primeiro gol em maio, na vitória por 3 a 1 sobre o Zulia. Em fevereiro de 2018, após 15 jogos e um gol pelo La Guaira, Cásseres Jr. foi contratado pelo New York Red Bulls, que inscreveu o atleta ao time reserva em março. A estreia do meia pelo NY Red Bulls II foi na vitória por 2 a 1 sobre o Toronto FC II.
Pelo time principal, Cásseres Jr. fez sua estreia em agosto, na vitória por 1 a 0 sobre o Houston Dynamo, atuando como titular, tendo marcado seu primeiro gol pela franquia em abril de 2019, mas o NY Red Bulls terminaria derrotado por 2 a 1 pelo Minnesota United.
Contabilizando todas as competições disputadas pelo NY Red Bulls, Cásseres Jr. disputou 126 partidas e marcou 15 jogos, além de ter atuado 28 vezes pelo time reserva, com 3 gols. Em julho de 2023, assinou com o Toulouse por um valor não divulgado.

## Seleção Venezuelana
Pela Seleção Venezuelana, Cásseres Jr. representou as equipes Sub-17 e Sub-20, fazendo sua estreia pelo time principal da Vinotinto em outubro de 2020 contra a Colômbia, pelas eliminatórias sul-americanas da Copa de 2022. O meio-campista ainda representou a Venezuela em duas edições da Copa América (2021 e 2024).

## Vida pessoal
Seu pai, também chamado Cristian Cásseres, atuava como atacante entre 1996 e 2017 e defendeu a Seleção Venezuelana entre 1999 e 2008, representando o país em 3 edições da Copa América (1999, 2001 e 2004).

## Títulos
New York Red Bulls
- MLS Supporters' Shield: 2018